# Церква Воздвиження Чесного Хреста (Богдашів)
Церква Воздвиження Чесного Хреста — чинна дерев'яна церква, пам'ятка архітектури місцевого значення, у селі Богдашів Здолбунівського району на Рівненщині. Парафія належить до Здолбунівського районного благочиння Рівненської єпархії ПЦУ. Престольне свято — 14 вересня.

## Розташування
Церква розташована у північній частині села, при дорозі, між забудовою, на території зхідного передмістя сучасного Здолбунова. 

## Історія
Церква споруджена у XVIII ст. Точна дата будівництва невідома. Церква ремонтувалася в 1866 році шляхом встановлення на  кам'яний фундамент. У 1873 році гонт на церкві замінили на бляху та пофарбували. В 1876 році дах дзвіниці покрито гонтом і пофарбовано. Церква була філіяльною парафіяльної церкви в селі Орестів.
У 1999 році церква перейшла в підпорядкування Української Православної Церкви Київського Патріархату.

## Архітектура
Церква дерев'яна тризрубна одноверха з рівновисокими зрубами, наближеними в плані до форми квадрату. Над центральним зрубом влаштовано відносно невисокий восьмигранний барабан з двома невеликими віконцями на південній та північній стінах. Над барабаном влаштована барокова баня барокового абрису, що завершується «сліпим» ліхтариком. Баню над навою замінили у 1905 році.
Бабинець та вівтарний зруби накриті двосхилими дахами. До південної вівтарного зрубу прибудовано приміщення ризниці, на гребені якої додатково встановлено невеликі декоративні куполи. 
До головного входу в церкву прибудовано невеликий притвор з двосхилим дашком. Дерев'яні віконні рами на вікнах основних зрубів замінені на пластикові. Зовнішні поверхні стін обшиті вертикальною шалівкою з нащільниками. 
Стара дерев'яна дзвіниця, що колись була розташована поруч з церквою, не збереглася.  
Церква є типовим прикладом невеликого сільського храму XVIII ст.

## Див.також
- Церква на Електронній карті спадщини дерев'яного церковного зодчества Рівненської області.
- Вікіпедія:Вікі любить пам'ятки/Рівненська область/Здолбунівський район
- Богдаші. Церква Воздвиження Чесного Хреста 1750 [Архівовано 31 травня 2017 у Wayback Machine.]
- Богдашів - Церква Воздвиження Чесного Хреста 1750 р. [Архівовано 20 квітня 2021 у Wayback Machine.]